# Анкетування
Анкетування (від фр. enquete) — метод отримання інформації шляхом письмових відповідей респондентів на систему стандартизованих запитань попередньо підготовлених бланків — анкет. Анкетування належить до групи методів, яка в соціології, педагогіці і психології має назву «опитування». У цю групу, крім анкетування, ще входять інтерв'ю і бесіда.
Метод анкетування виник ще у XVII ст. при розробці «політичної арифметики». Тоді наукових принципів його проведення не існувало, інформацію збирали освічені люди за допомогою спеціальних формулярів. Із розвитком людства, підвищенням освіченості населення, анкетування поширювалося в різних сферах людської діяльності, ставши ефективним методом збору інформації.
Шляхом узагальнення заповнених анкет одержується об'єктивна інформація про ставлення населення, окремих соціальних груп, регіону споживачів до певних товарів, послуг чи до окремих явищ, подій тощо. Ця інформація може використовуватись при розробці програм впливу на певні соціально-політичні події, розвиток ринку, формування попиту населення, при здійсненні заходів щодо вдосконалення виробництва товарів та розширення послуг.

## Види анкетування
Види анкетування різноманітні і групуються відповідно до певних ознак.
1. За повнотою охоплення:
- суцільне (передбачає опитування всієї сукупності досліджуваних осіб);
- вибіркове (опитується лише вибіркова частина сукупності респондентів).

2. За способом спілкування дослідника з респондентами:
- особисте (передбачає безпосередній контакт дослідника з респондентом. Цей спосіб  має дві значні переваги, по-перше, гарантує повернення анкет і, по-друге, дозволяє контролювати правильність їх заповнення);
- заочне (респонденти відповідають на запитання анкети при відсутності дослідника).

3. За кількістю респондентів:
- групове (передбачає опитування одночасно декількох людей);
- масове (опитування значної кількості респондентів);
- індивідуальне (опитування проводиться по черзі).

4. За способом передачі анкет респондентам:
- поштове (анкети розсилаються респондентам і повертаються досліднику поштою. Переваги: простота розповсюдження; можливість отримання значної вибірки; можливість залучити до числа респондентів осіб, які знаходяться територіально далеко. Недоліки: низький відсоток повернення анкет);
- роздаточне (передбачає особисте вручення анкети респонденту).

5. За відкритістю респондентів:
- легальне (зазначається особа респондента);
- анонімне (опитування проводиться інкогніто).